# X線単位
X線単位（エックスせんたんい、X-unit, 記号:xu）は、かつてX線・ガンマ線の波長の計測に使用されていた長さの単位である。約 100.21 フェムトメートルに相当する。1925年にスウェーデンの物理学者マンネ・シーグバーンによって定義されたもので、この単位はシーグバーンとも呼ばれる。X単位ともいう。
X線単位は、X線の波長の測定装置で使われる方解石の結晶の格子間隔に基づいて定義したものであるが、実際にその長さを測定することは当時はできなかった。シーグバーンは結晶の密度とアボガドロ数から、摂氏18度の方解石の(200)面の格子間隔を計算し、1000分の1オングストローム(Å)（100フェムトメートル）に相当する値として格子間隔の3029.04分の1をX線単位と定めた。実際には、アボガドロ数の誤差などにより100フェムトメートルよりもわずかに大きい値となっている。
銅X線単位（記号: xu(CuKα1)）は銅のKα1輝線の波長として定義されたもので、正確に1537.400 xuであり、その値は 1.00207789×10−13 ± 7.0×10−20 メートルである。同様に、モリブデンX線単位（記号: xu(MoKα1)）はモリブデンのKα1輝線の波長として定義されたもので、正確に707.831 xuであり、その長さは 1.00209938×10−13 ± 4.5×10−20 メートルである。